# Rue Duhesme
La rue Duhesme est une voie située dans le 18e arrondissement de Paris, en France.

## Situation et accès

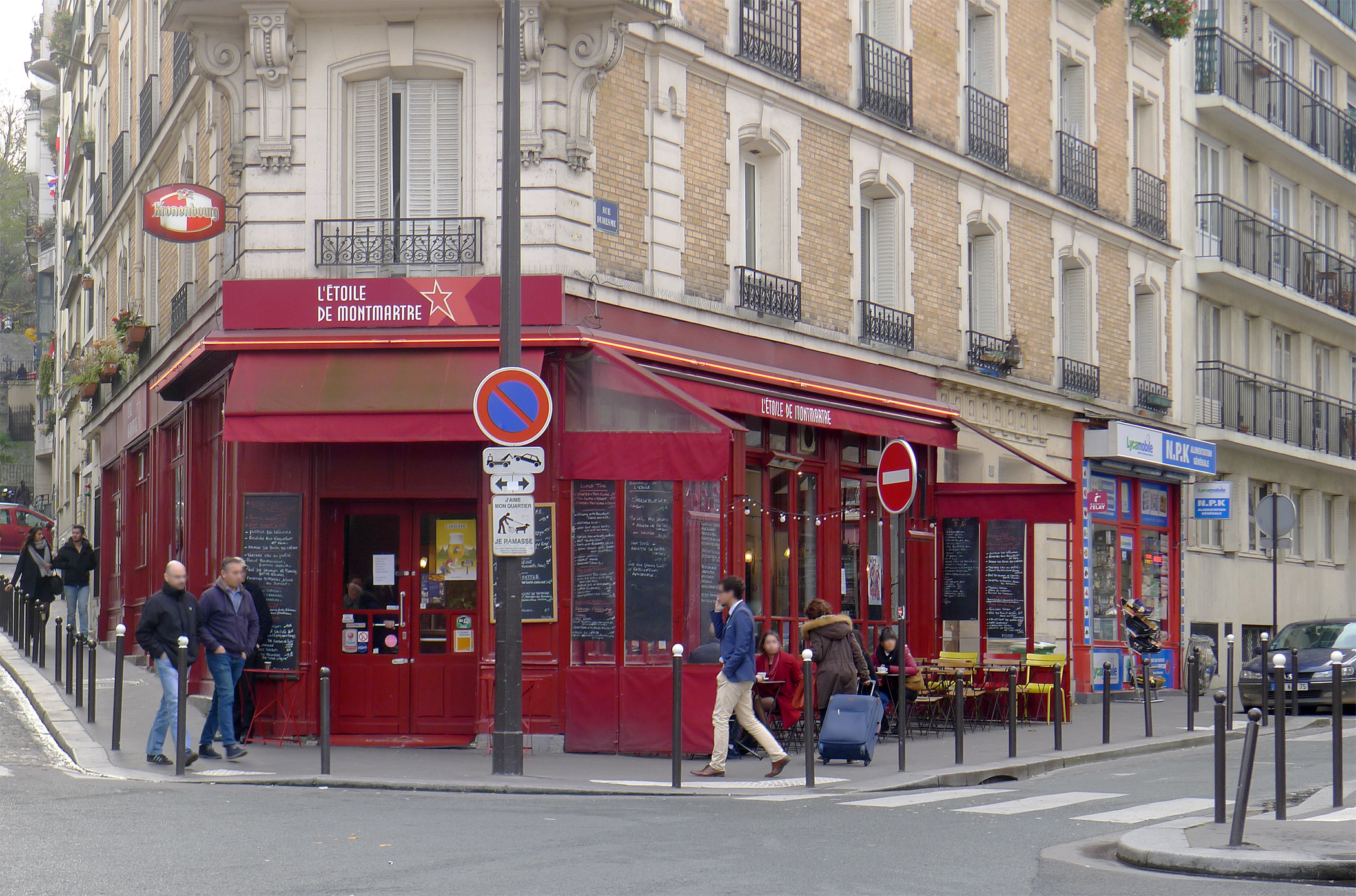
Le café L'Étoile de Montmartre à l'angle des rues Duhesme et de la Fontaine du But au carrefour de la rue Marcadet.

La rue Duhesme est une voie du nord de Paris, située derrière la butte Montmartre. Elle débute au sud-ouest sur la rue Lamarck et se termine au nord-est sur le passage Duhesme, juste après le boulevard Ornano et la place Albert-Kahn. Les principales voies qu'elle coupe sont la rue Marcadet, la rue Ordener, la rue du Poteau et le boulevard Ornano.
Elle est desservie par la ligne 12 aux stations Lamarck - Caulaincourt et Jules Joffrin.

## Origine du nom
Le nom de la rue fait référence au général napoléonien Guillaume Philibert Duhesme (1766-1815).

## Historique
La rue Duhesme est ouverte en 1858 jusqu'à la rue Marcadet et ne comporte pas encore sa partie sud. Elle fait alors partie de la commune de Montmartre. Elle est devenue parisienne lors de l'annexion de Montmartre par Paris en 1860. En 1867, la rue est prolongée jusqu'à la rue Lamarck et prend son nom actuel par décret du 10 août 1868 :
Décret du 10 août 1868
« Napoléon, etc., 

Sur le rapport de notre ministre secrétaire d’État au département de l'Intérieur,
vu l'ordonnance du 10 juillet 1816 ;
vu les propositions de M. le préfet de la Seine ;
avons décrété et décrétons ce qui suit :
Article 14. — La voie en cours d'exécution dans l'ancienne commune de Montmartre, suivant le plan approuvé par notre décret du 8 juin conduisant des rues du Ruisseau et Marcadet au chemin latéral au chemin de fer de Ceinture, prendra le nom de rue Duhesme.
etc.
Article 17. — Notre ministre secrétaire d'État au département de l'Intérieur est chargé de l'exécution du présent décret.
Fait au palais de Fontainebleau, le 10 août 1868. »

## Bâtiments remarquables et lieux de mémoire

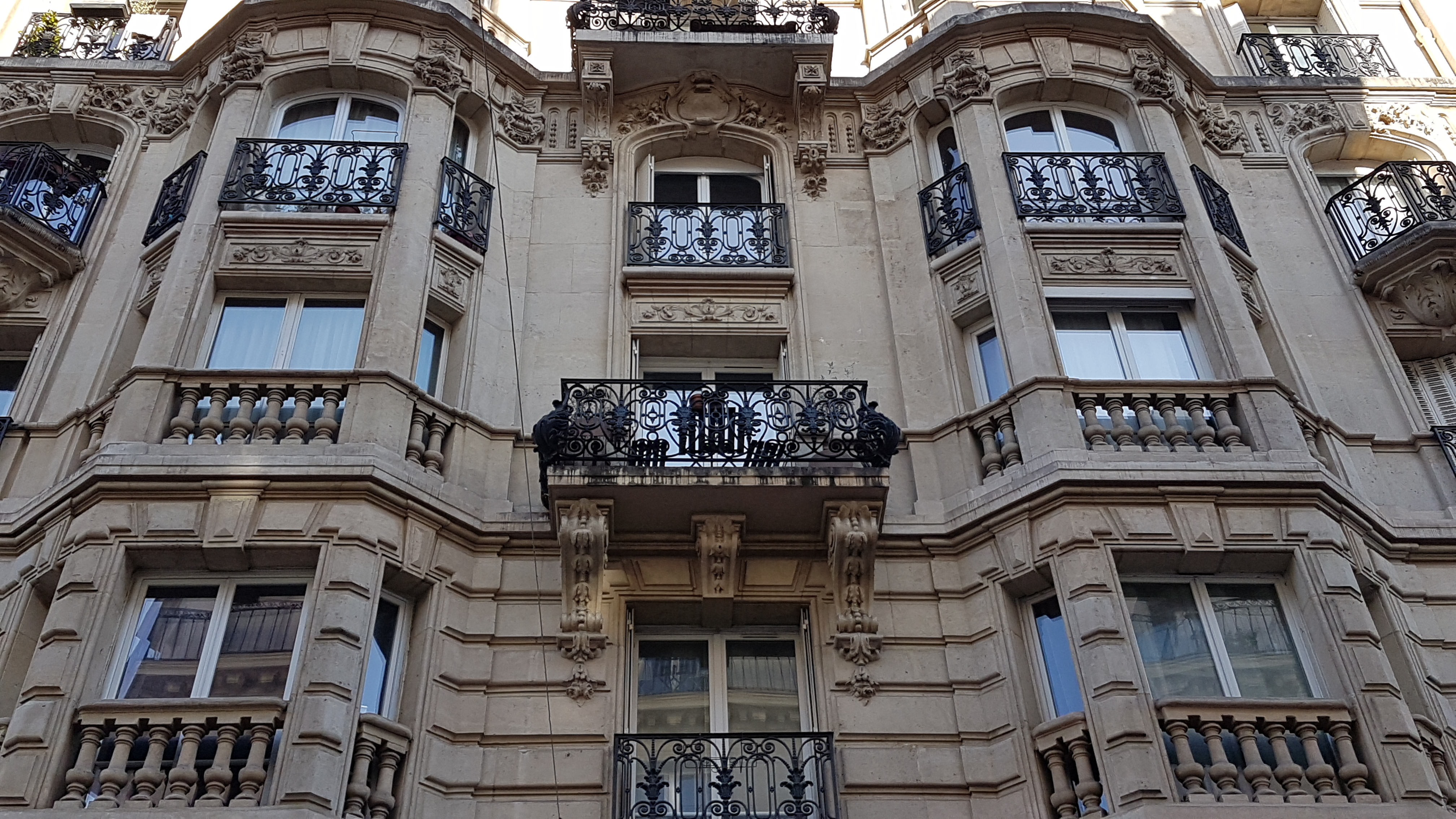
59 Rue Duhesme.

- n° 18 : ancienne manufacture de pianos Lévêque & Thersen.